# تعايش التصاقي
يشير مصطلح تعايش التصاقي إلى العمل الجراحي الذي يقوم بتخليق توائم ملتصقة لاثنين من الكائنات الحية بطريقة صناعية.

وغالبًا ما يتم إجراء هذه التجربة على الفئران بهدف القيام بدراسة فسيولوجية حول تأثير إفرازات الجسم الداخلية (مثل الهرمونات) على الكائنات عند مشاركة الدم بدقة.